# Paionia
paionia（パイオニア）は、福島県出身の高橋勇成と菅野岳大が中心となり、2008年に東京にて結成したロックバンド。バンド名はゆらゆら帝国の曲名に由来する。

## メンバー
| 名前                           | 生年月日              | 担当             | 備考                                                                                                 |
| ------------------------------ | --------------------- | ---------------- | --- |
| 高橋勇成 （たかはし ゆうせい） | 1988年12月6日（36歳） | ギター、ボーカル | - 福島県出身。 - paioniaの殆どの楽曲の作詞作曲を担当。小学６年生の頃に、父親の影響でギターを始める。 |
| 菅野岳大 （かんの たけひろ）   | 1988年??月??日        | ベース、コーラス | - 福島県出身。 - 楽曲によってはリードボーカルを担当する。菅野が作詞作曲した楽曲も数曲ある。          |

## 旧メンバー
・尾瀬松島（おぜ まつしま）ドラムス、コーラス担当。2010年〜2015年まで正式メンバーとして活動。

## サポートメンバー
・中村一太（なかむら いった）ドラムス、コーラス担当。2016年からサポートを開始、2018年にドイツに拠点を移すまでサポート。ex.the cabs、Plenty。ayutthaya等のサポートも務めていた。
・佐藤謙介（さとう けんすけ）ドラムス、コーラス担当。2018年以降サポートを務める。踊ってばかりの国の元メンバー、パスピエやHiGEのサポートメンバー。また、Paioniaとの共演をきっかけにosossosでのサポートも務めるようになる。
・山田康二郎（やまだ こうじろう）ドラムス、コーラス担当。アカシックのドラマー。

## 概要
2008年に高橋と菅野が中心となり、大学生時代に東京でバンド結成。
2010年に尾瀬が加入し、本格的に活動開始。
2011年バンド表記をパイオニアからpaioniaに改名。
2012年3月、ファーストミニアルバム「さようならパイオニア」をDAIZAWA RECORDSからリリース。
2013年2月9日、下北沢CLUB Queにてpaionia presents 「第三回 魂とヘルシー」開催。w/indigo la End、オワリカラ、THE★米騒動、ゾンビちゃん]
2013年12月、セカンドミニアルバム「rutsubo」をDAIZAWA RECORDSからリリース。
2014年1月30日、下北沢SHELTERにてレコ発ワンマンライブ「魂とヘルシー in rutsubo」開催。w/ユームラウト, あまえん, KETTLES
2015年に、尾瀬松島が脱退。
2016年からサポートドラマーに中村一太を迎え、活動再開。
2017年11月、枚数限定1st single「正直者はすぐに死ぬ」をgspよりリリース。
2018年1月12日、新代田FEVERにて単独ライブ「未熟で無軸なミュージック」開催。
2018年6月、1st Full Album「白書」をgspよりリリース。
サポートドラマーに佐藤謙介を迎え、FUJI ROCK FESTIVAL'18「ROOKIE A GO GO」へ出演。
同年12月、Single「きれいすぎた / bed」をgspより配信リリース。
2019年2月から、7ヶ月連続で配信限定Single「いまだにクリスマス」、「帰るところ」、「僕らの音が苦」、「骨」、「みんな言えないでいる」、「1988」、「凡人の光」をgspより配信リリース。
2019年9月1日、単独公演「魂とヘルシー　独白編」を開催。7ヶ月連続配信限定Singleと「きれいすぎた、bed」を含む９曲入りのCDを会場限定でリリース。
2020年3月6日、りんご音楽祭ライブオーディション RINGOOO A GO-GO 2019 ゴーゴーアワードにてグランプリ獲得。
2020年6月、KFB福島放送『ヨジデス』の6月度テーマソングに『みんな言えないでいる』がタイアップ。
2020年7月、テレビ朝日系列YTS山形テレビ「Do〜んな天気」の7月度テーマソングに『みんな言えないでいる』がタイアップ。
2020年9月26日、りんご音楽祭出演。
2020年11月8日、単独公演「有人飛行」開催。
2021年7月7日、配信シングル「鏡には真反対」をリリース。
2021年7月11日、単独公演「終わらない現像」開催。
2021年7月29日、LINEドラマ「THE LONGHAIR SEVEN」第7話の主題歌、挿入歌に楽曲が数曲タイアップ。
2021年8月25日、配信シングル「今にとって」をリリース。
2021年9月12日、スタジオライブ映像「Favorite Room Sessions Vol.1」公開。
2021年9月29日、配信シングル「金属に近い」をリリース。
2021年10月27日、配信シングル「金属に近い」のミュージックビ公開。
2021年11月3日、配信シングル「終わらない歌が終わる日」をリリース。
2021年11月10日、スタジオライブ映像「Favorite Room Sessions Vol.2」公開。
2021年12月1日、配信シングル「手動」をリリース。
2021年12月1日、「魂とヘルシー　第８回」を開催。Helsinki Lambda Clubと２マンライブを行う。
2021年12月8日、スタジオライブ映像「Favorite Room Sessions Vol.3」公開。
2021年12月29日、配信シングル「小さな掌」をリリース。
2021年12月31日、配信シングル「小さな掌」のミュージックビデオ公開。
2022年1月5日、音楽雑誌「音楽と人」にインタビュー掲載。
2022年2月2日、2nd Full Album「Pre Normal」をgspよりリリース。
2022年2月3日、2nd Full Album「Pre Normal」より『人の瀬』のミュージックビデオが公開。『狂い咲きサンダーロード』『爆裂都市 BURST CITY』『パンク侍、斬られて候』などを代表作とする映画監督、石井岳龍が担当。
2022年2月16日、リットーミュージックが刊行の、Bass Magazine WebにBass 菅野のインタビュー掲載。
2022年10月、Disney ＋ オリジナルドラマ『すべて忘れてしまうから』、第５話エンディングテーマにタイアップ、及び出演。
2022年11月5日、ボロフェスタ2022に出演。
2023年5月6日、単独公演「魂とヘルシー paionia 15th」開催。

## ディスコグラフィー

### アルバム
| 発売日       | タイトル             | 収録曲 | 備考                       |
| ------------ | -------------------- | --- | -------------------------- |
| 2012年3月7日 | さようならパイオニア | 1. 浪人 2. no youthful 3. 素直 4. 何もできない 5. 彼女の握る手 6. スケールアウト | 1st mini album             |
| 2013年12月4  | rutsubo              | 1. boredom 2. paionia in Rutsubo 3. ステージ 4. 東京 5. Natural Born Lover 6. 女の子たち 7. 11月 8. tobacco | 2nd mini album             |
| 2018年6月6日 | 白書                 | 1. バックホーン 2. 田舎で鳴くスズメ 3. 暮らしとは 4. 左右 5. 正直者はすぐに死ぬ 6. the great escape only with love and courage 7. 誰かのろまん指定都市 8. サニーハイフレット 9. after dance music 10. 規則 11. 跡形 12. フォークソング | 1st Full Album             |
| 2019年9月1日 | 魂とヘルシー         | 1. きれいすぎた 2.bed 3.いまだにクリスマス 4.帰るところ 5.僕らの音が苦 6.骨 7.みんな言えないでいる 8.1988 9.凡人の光 | 配信Single集（会場限定CD） |
| 2022年2月2日 | Pre Normal           | 1. 人の瀬 2. 金属に近い 3. 今にとって 4. 手動 5. 終わらない歌が終わる日 6. 鏡には真反対 7. 黒いギター 8. 灯 9. 小さな掌 10. 夜に悲しくなる僕ら                                                                                         | 2nd Full Album             |
| 2023年8月2日 | PRODUCT              | 1. dominant 2. 現代音楽 3. 何待ち 4. プロダクト 5. そのまま 6. 流動食 7. 平地を見ている 8. わすれもの | 3rd mini Album             |

### シングル
| 発売日         | タイトル           | 収録曲                                                          | 備考       |
| -------------- | ------------------ | --------------------------------------------------------------- | ---------- |
| 2017年11月22日 | 正直者はすぐに死ぬ | 01. 正直者はすぐに死ぬ 02. 雪道 03. 売り物の俺は 04. 未明の将来 | 1st Single |

### 配信限定シングル
| 発売日         | タイトル               | 収録曲                 | 収録アルバム |
| -------------- | ---------------------- | ---------------------- | ------------ |
| 2018年12月7日  | きれいすぎた / bed     | 01.きれいすぎた 02.bed | 魂とヘルシー |
| 2019年2月27日  | いまだにクリスマス     | いまだにクリスマス     | 魂とヘルシー |
| 2019年3月27日  | 帰るところ             | 帰るところ             | 魂とヘルシー |
| 2019年4月24日  | 僕らの音が苦           | 僕らの音が苦           | 魂とヘルシー |
| 2019年5月29日  | 骨                     | 骨                     | 魂とヘルシー |
| 2019年6月26日  | みんな言えないでいる   | みんな言えないでいる   | 魂とヘルシー |
| 2019年7月31日  | 1988                   | 1988                   | 魂とヘルシー |
| 2019年8月28日  | 凡人の光               | 凡人の光               | 魂とヘルシー |
| 2021年7月7日   | 鏡には真反対           | 鏡には真反対           | Pre Normal   |
| 2021年8月25日  | 今にとって             | 今にとって             | Pre Normal   |
| 2021年9月29日  | 金属に近い             | 金属に近い             | Pre Normal   |
| 2021年11月3日  | 終わらない歌が終わる日 | 終わらない歌が終わる日 | Pre Normal   |
| 2021年12月1日  | 手動                   | 手動                   | Pre Normal   |
| 2021年12月29日 | 小さな掌               | 小さな掌               | Pre Normal   |
| 2022年10月12日 | わすれもの             | わすれもの             | PRODUCT      |
| 2023年4月12日  | 現代音楽               | 現代音楽               | PRODUCT      |
| 2023年6月21日  | そのまま               | そのまま               | PRODUCT      |